# 羅特河 (穆爾格河支流)
47°15′05″N 7°49′35″E / 47.25125°N 7.82651°E

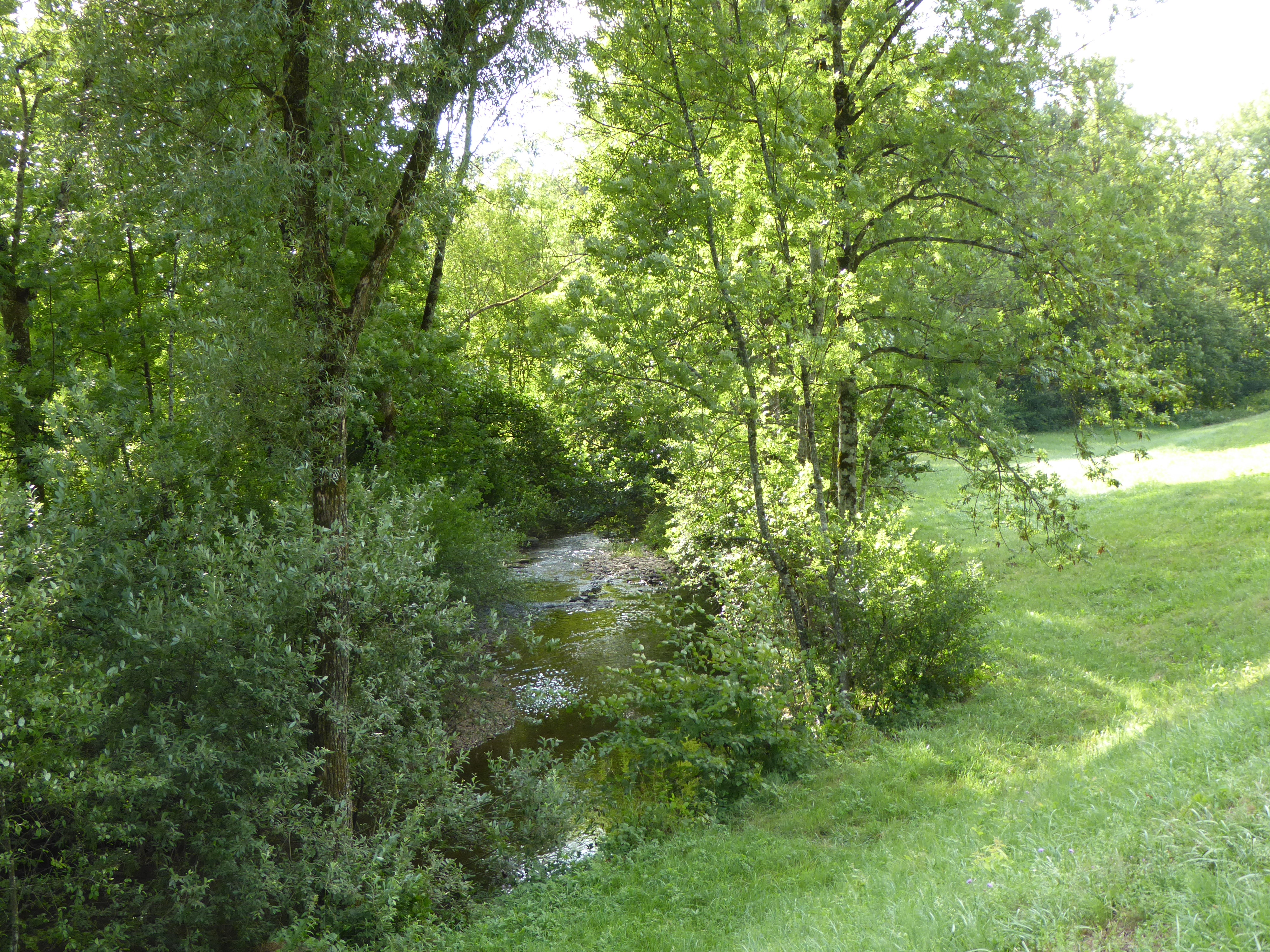

羅特河是瑞士的河流，位於該國北部，流經阿爾高州、伯恩州和盧塞恩州，屬於穆爾格河的右支流，河道全長17公里，流域面積46.1平方公里，